# Динівський деканат
Динівський деканат — колишня структурна одиниця Перемишльської єпархії греко-католицької церкви з центром в м. Динів. Очолював деканат декан. У 1934 році деканат був включений до Апостольської адміністрації Лемківщини.

## Територія
В 1936 році в Динівському деканаті було 11 парафій:
1. Парафія с. Бахір з філією в м. Динів та приходом у с. Лясківка, с. Ходорівка, с. Костева, с. Динівське Передмістя, с. Гарта, с. Шкляри, с. Уляниця;
2. Парафія с. Володжа з приходом у с. Воля Володжска;
3. Парафія с. Глідно з філією в с. Вара та приходом у с. Барич, с. Ніздрець, с. Весола, с. Гольцова;
4. Парафія с. Добра Шляхотска;
5. Парафія с. Іздебки з філією в с. Обарим та приходом у с. Видрна, с. Невістка, м. Березів, с. Стара Весь, с. Близне, с. Домарадз, с. Пересітниця, с. Яблонка;
6. Парафія с. Кінске з філіями в с. Вітрилів, с. Криве та приходом у с. Темешів, с. Дидня;
7. Парафія с. Лубна з приходом у с. Блажова, с. Казимирівка, с. Футома;
8. Парафія с. Павлокома з приходом у с. Бартківка, с. Сільниця;
9. Парафія с. Селиска з приходом у с. Поруби з Гутою і Ясеновом, с. Дуброва;
10. Парафія с. Улюч з приходом у с. Грущівка;
11. Парафія с. Яблониця Руська з філією в с. Кремяна.

### Декан
- 1936 — о. Іван Жарський, парох у Глідно.

### Кількість парафіян
1936 — 13 674 особи.
Деканат було ліквідовано в травні 1946 р.